# Leeuwarden
Leeuwarden (pronunciación en neerlandés: /ˈleˑˌwɑrdə(n)/ⓘ; en frisón, Ljouwert), tradicionalmente en español Leuvarda o Leuvarden es la capital de la provincia de Frisia, y también del municipio homónimo de Leeuwarden, una de las once ciudades tradicionales de Frisia, localizada al norte de los Países Bajos.
En 2018, fue, conjuntamente con la ciudad maltesa de la La Valetta, la Capital Europea de la Cultura.

## Etimología

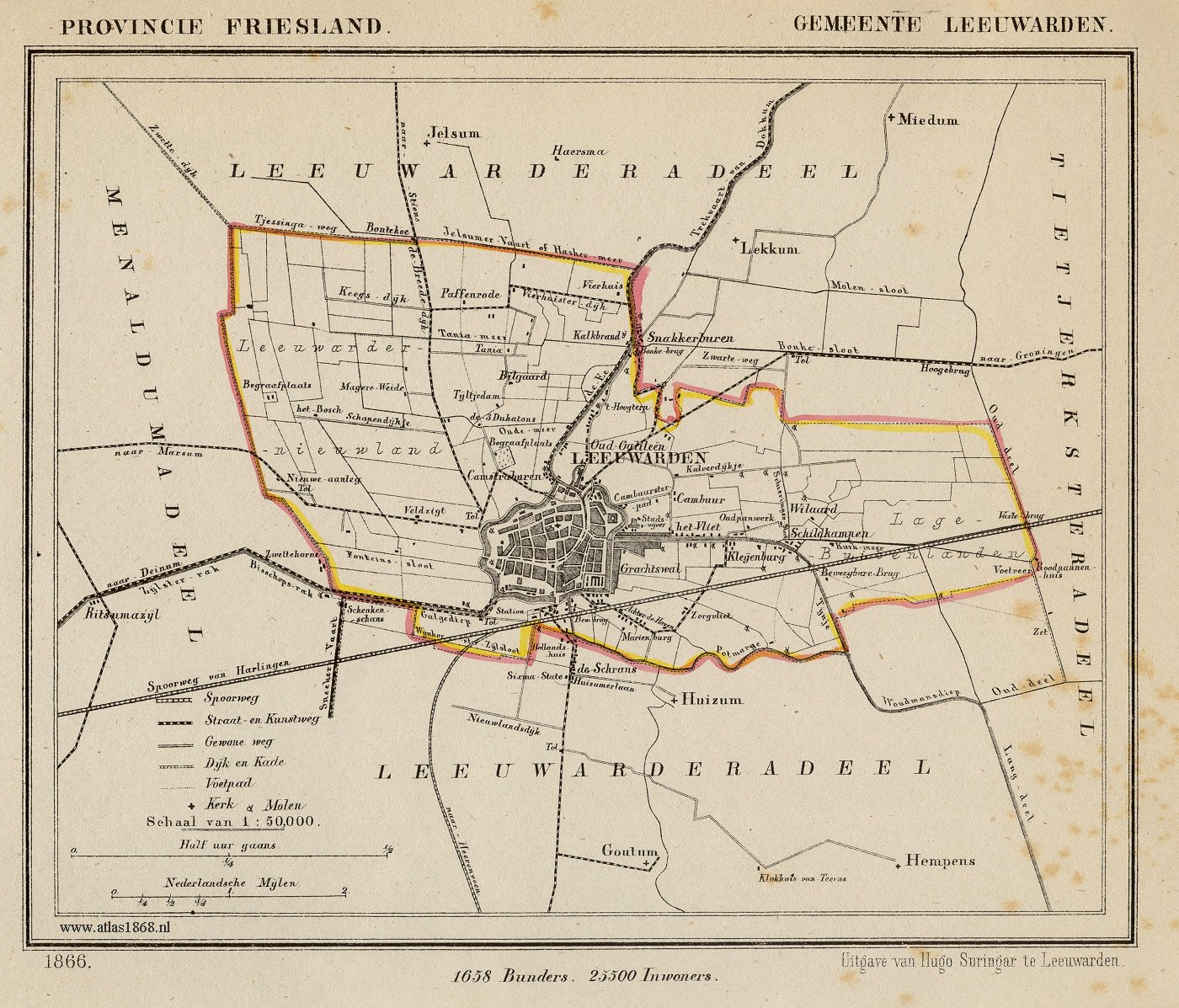
Leuvarda (municipio) en 1866.

El nombre Leeuwarden (o variantes de escritura más antiguas) primero entró en uso para Nijehove, el más importante de los tres pueblos que más tarde se fusionaron en uno solo, a principios del siglo noveno (Villa Lintarwrde c. 825).
No hay certidumbre sobre el origen del nombre de la ciudad. El historiador y archivero Wopke Eekhoff resumió un total de más de 200 variantes de escritura diferentes, de las cuales Leeuwarden, Liwwadden (Stadsfries) y Ljouwert (oeste de Frisia) están todavía en uso.
La segunda sílaba se explica fácilmente. Warden, frisón/holandés para una colina artificial de la vivienda, es una designación de terps, lo que refleja la situación histórica. La primera parte del nombre, Leeuw, significa león en neerlandés moderno. Esta interpretación se corresponde con el escudo de armas adoptado por la ciudad, que cuenta con un león heráldico. Sin embargo, el neerlandés moderno no se utilizó en esta región en la Edad Media, cuando la ciudad se llamaba Lintarwrde. Algunos estudiosos sostienen que el nombre de la ciudad deriva de leeu-, una corrupción de luw- (neerlandés para abrigo del viento, cf. el Sotavento marítimo plazo) o de sotavento (una palabra neerlandesa para la circulación del agua [vaga]). El último de ellos se adapta a la provincia de Frisia acuosa.

## Historia

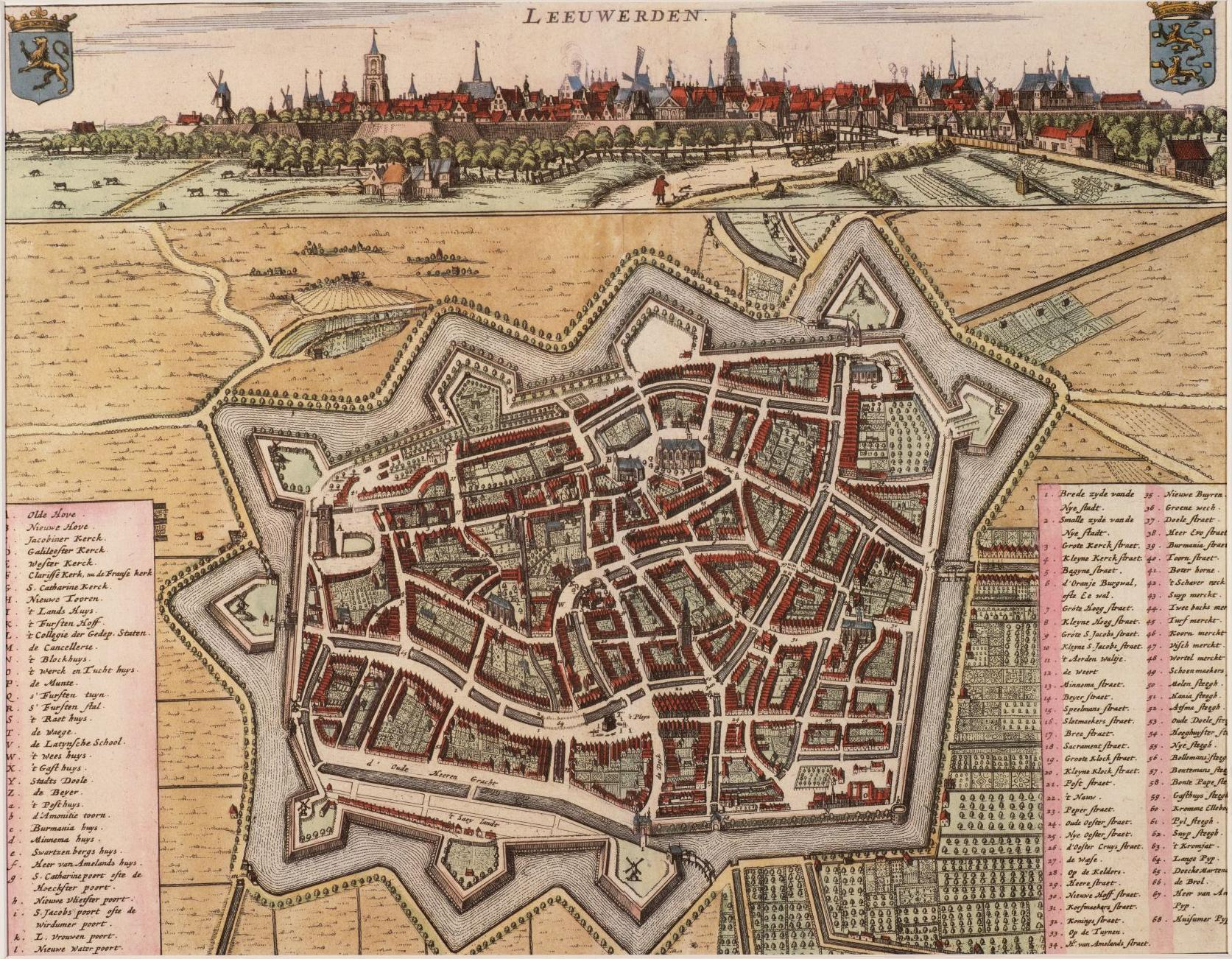
Mapa histórico de Leuvarda 1664.

La zona fue ocupada desde el siglo X (aunque recientemente fueron descubiertos durante una excavación, cerca de la Oldehove, restos de casas que datan del siglo II), y se le concedió una carta de ciudad en 1435. Situado junto al Middelzee, fue un centro comercial activo, hasta que la vía acuática fue colmatada en el siglo XV. En 1901 la ciudad tenía una población de 32.203 habitantes.
Nativos famosos de Leeuwarden incluyen a Guillermo IV de Orange, al artista gráfico MC Escher, y a la bailarina-espía Mata Hari, así como al teólogo Dr. NH Gootjes.
Durante la Segunda Guerra Mundial, después de una larga ocupación por las fuerzas alemanas, el 15 de abril de 1945, los Dragones Reales Canadienses, desobedeciendo órdenes directas, atacaron la ciudad fuertemente defendida y derrotaron a los alemanes, que fueron expulsados al día siguiente.
El sábado 19 de octubre de 2013, se produjo un incendio en una tienda de ropa en una calle peatonal ocupada. El fuego se inició a finales de la tarde y destruyó más de 15 tiendas y viviendas. Todo el mundo en la calle fue evacuado ya que incendio dañó decenas de propiedades. Un hombre de 24 años que vivía en uno de los pisos murió debido a que el fuego no estuvo bajo control hasta el domingo por la mañana. Debido a esto, el fuego estuvo activo toda la noche. El hombre llamó a los bomberos, antes de derrumbarse porque los servicios no podían alcanzarlo. El lugar de nacimiento de Mata Hari fue destruido. Los bomberos necesitaron cuatro horas y media para apagar el fuego.

### Heráldica
El escudo de armas es el símbolo oficial del municipio de Leeuwarden. Consiste en un escudo azul, un león de oro y una corona. El hecho de que lleve un león en su sello parece lógico, teniendo en cuenta que Leeuw en neerlandés significa "León". Sin embargo, es muy plausible el nombre más antiguo de la ciudad oculta una indicación de agua en lugar de un animal. Algunas fuentes dicen que el león había sido llamado a la vida después de que el nombre se hizo oficial. También es posible el escudo de armas fue un regalo a la ciudad de la poderosa familia Minnema.

## Cultura

### Arquitectura

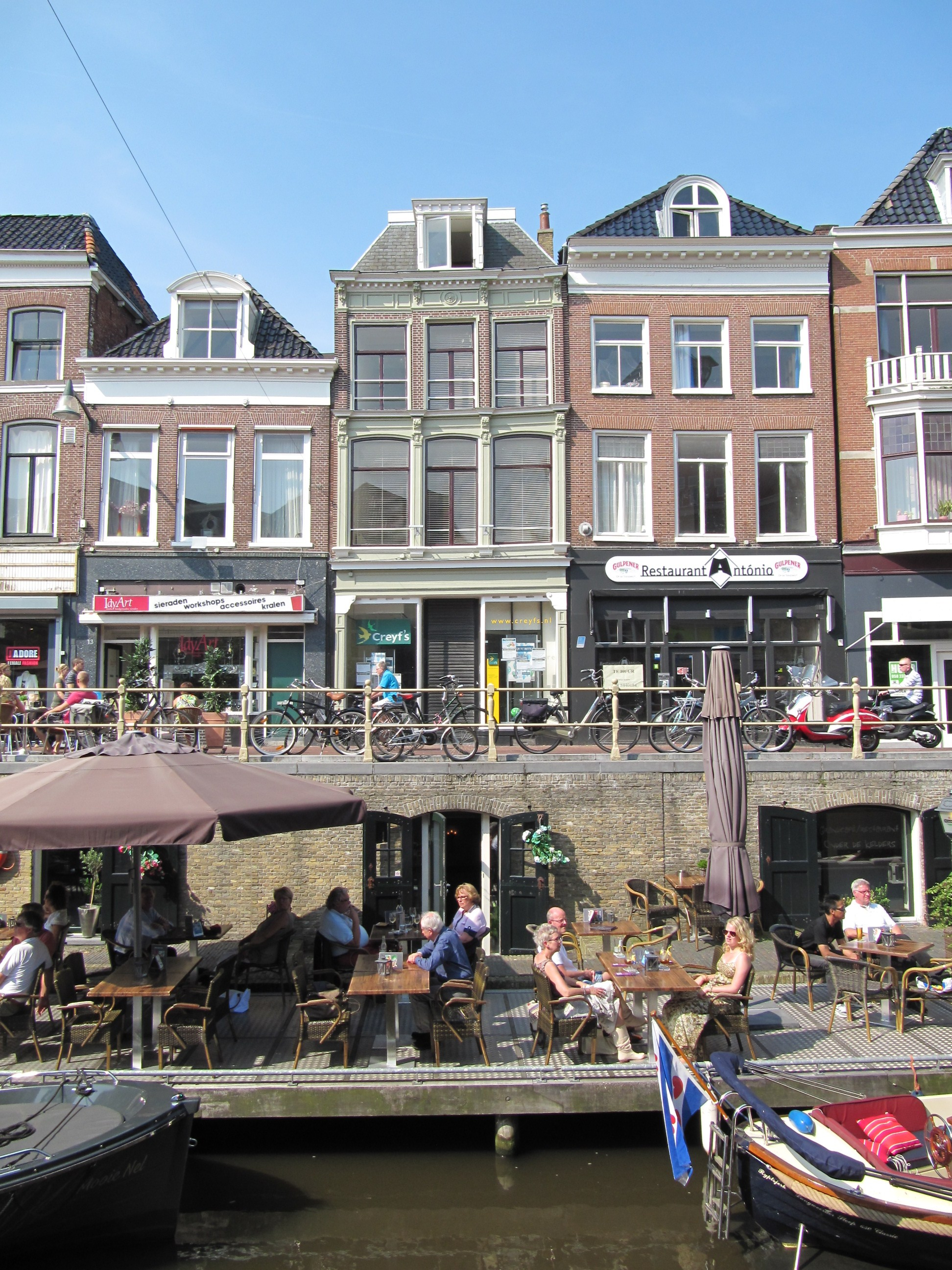
Un canal de Leuvarda.

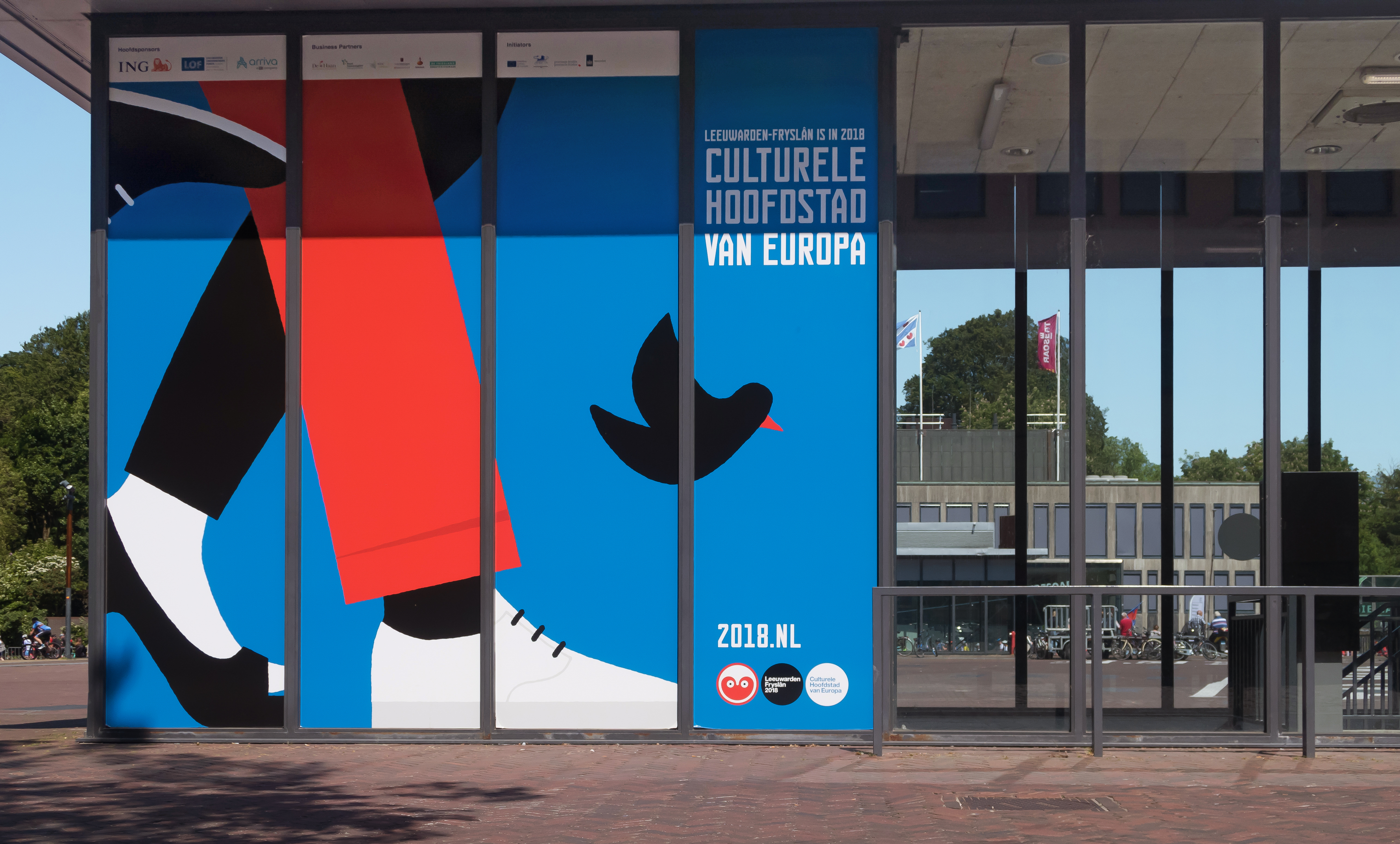
Leuvarda fue la Capital Europea de la Cultura en 2018.

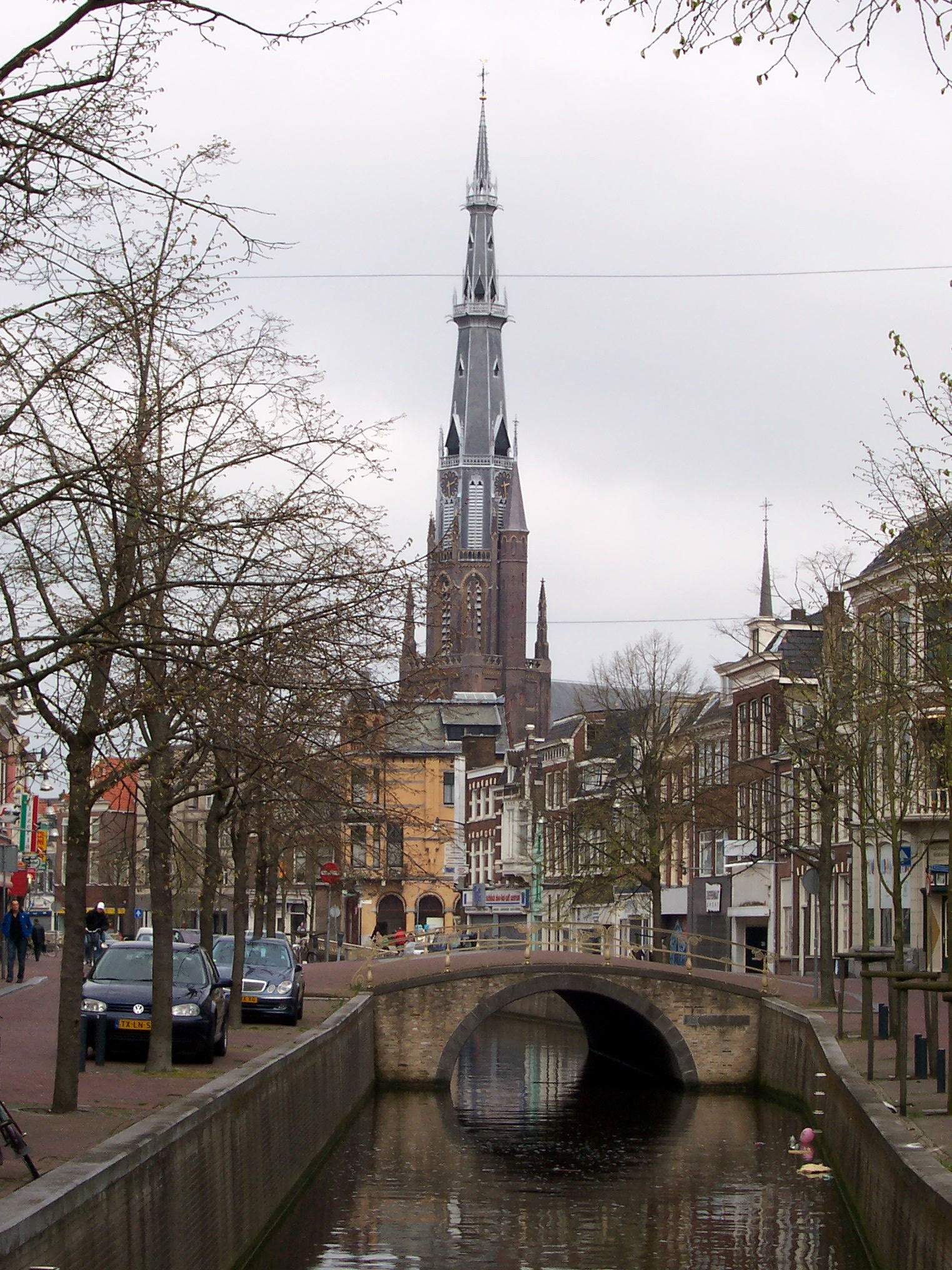
Centro histórico con la torre de la iglesia de San Bonifacio.

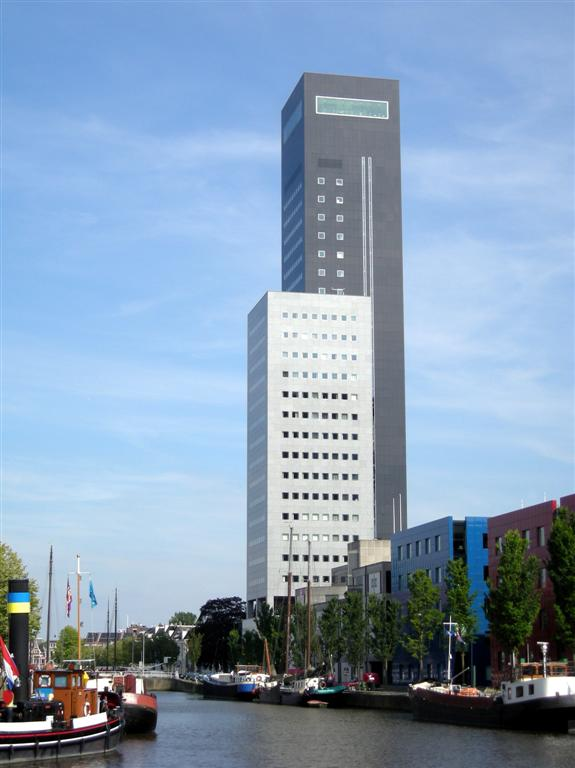
El Achmeatoren (115 metros de alto)

La ciudad cuenta con siete museos y 620 Rijksmonumenten (monumentos reconocidos por el Estado). La ciudad es también conocida por ser el punto de salida y llegada de la Elfstedentocht (ruta de las once ciudades), una ruta de patinaje sobre hielo de más de 200 km que pasa por once ciudades de Frisia. El recorrido originalmente solo era posible en patines, actualmente hay rutas disponibles para bicicletas, barcos y peatones.
Edificios muy conocidos en el centro de la ciudad incluyen la Kanselarij (la antigua cancillería), el Hof Stadhouderlijk, antigua residencia de los stadtholders de Frisia, el Waag (antiguo centro comercial de la ciudad), la iglesia de la iglesia de "San Bonifacio" y la torre inclinada Oldehove. El edificio más alto de la ciudad es de 115 metros de altura Achmeatoren (torre de seguros Achmea).
Leeuwarden es también el sitio del más grande mercado de ganado del país, y en el día de la Ascensión, el mercado de las flores más grande de los Países Bajos se celebra aquí. El Froskepôlemolen es el último molino de viento de más de 130 sobrevivientes. Los restos de la Cammingha-Buurstermolen fueron demolidas en 2000. Las bases de otros dos molinos de viento, Wielinga-Stam y De Haan también sobrevivir.

### Deporte
Leeuwarden es el punto de partida y el final de la célebre Elfstedentocht, de 200 km de longitud, carrera de patinaje de velocidad a través de los cursos de Frisia que se celebra cuando las condiciones de invierno en la provincia permiten. Tomó el último lugar en enero de 1997, precedido por las carreras de 1986 y 1985. En 1986, el rey neerlandés Guillermo Alejandro participó en la gira Once ciudades, con el seudónimo de WA Van Buren, que es el seudónimo de la familia real de los Países Bajos. 
El club de fútbol de la ciudad, Cambuur Leeuwarden juega en la Eerste Divisie, la segunda división del fútbol nacional. En la temporada 2005/2006, el club escapó por poco de la bancarrota. Su Cambuurstadion abrió sus puertas en 1995. El equipo de fútbol ha propuesto planes para un nuevo estadio en el lado este de la ciudad, que tendrá un costo de € 35 millones de euros. 
El equipo de baloncesto de la ciudad, Aris Leeuwarden juega en la Liga de Baloncesto neerlandés desde 2004.

### Capital Europea de la Cultura
El 6 de septiembre de 2013 fue votada Capital Europea de la Cultura para el año 2018, distinción que compartió con la ciudad maltesa de La Valetta.

## Transporte
En Leeuwarden hay una red de autobuses urbanos e interurbanos, que comunican Leeuwarden con el resto de la provincia. Aparte, desde la estación de Leeuwarden salen trenes a Groningen, Harlingen, Sneek, Stavoren, Meppel, Róterdam y La Haya, este último destino a través de Schiphol (aeropuerto de Ámsterdam). Para llegar hasta Ámsterdam, hay que transbordar de tren en Almere o bien tomar el tren a La Haya y apearse en la estación de Amsterdam Zuid, en la periferia de la capital. En coche, hay dos autopistas que conectan Leeuwarden con el resto de los Países Bajos, La A-31 y A-7 por la Afsluitdijk y la A-32 por Zwolle. Además, está conectado con el mar de Frisia por el Van Harinxmakanaal, un canal de 38 km de longitud.

### Transporte terrestre-naval
Además esta ciudad cuenta con Slauerhoffbrug, un puente levadizo completamente automático. Cuando el puente esta bajado, los coches y bicicletas tienen acceso a él y lo pueden cruzar llegando a la otra orilla, pero cada cierto tiempo se levanta para dar paso a los barcos que surcan el río situado debajo de él.
Ver el proceso es curioso por la forma que tiene el puente de subir, y es un verdadero espectáculo para los turistas o visitantes.
Fue abierto en el año 2000, y diseñado por Van Driel Mechatronica y está hecho de acero y hierro. Está pintado de amarillo y azul, que representa los colores de la bandera de la ciudad. Es muy útil gracias a la rapidez del tránsito tanto naval como terrestre de esa zona.

### Transporte aéreo
Leuvarda tiene una base aérea, que es una de las tres más importantes de la fuerza Aérea de los Países Bajos, pero no tiene vuelos comerciales. Los aeropuertos más cercanos con vuelos comerciales son los de Groningen y Ámsterdam.

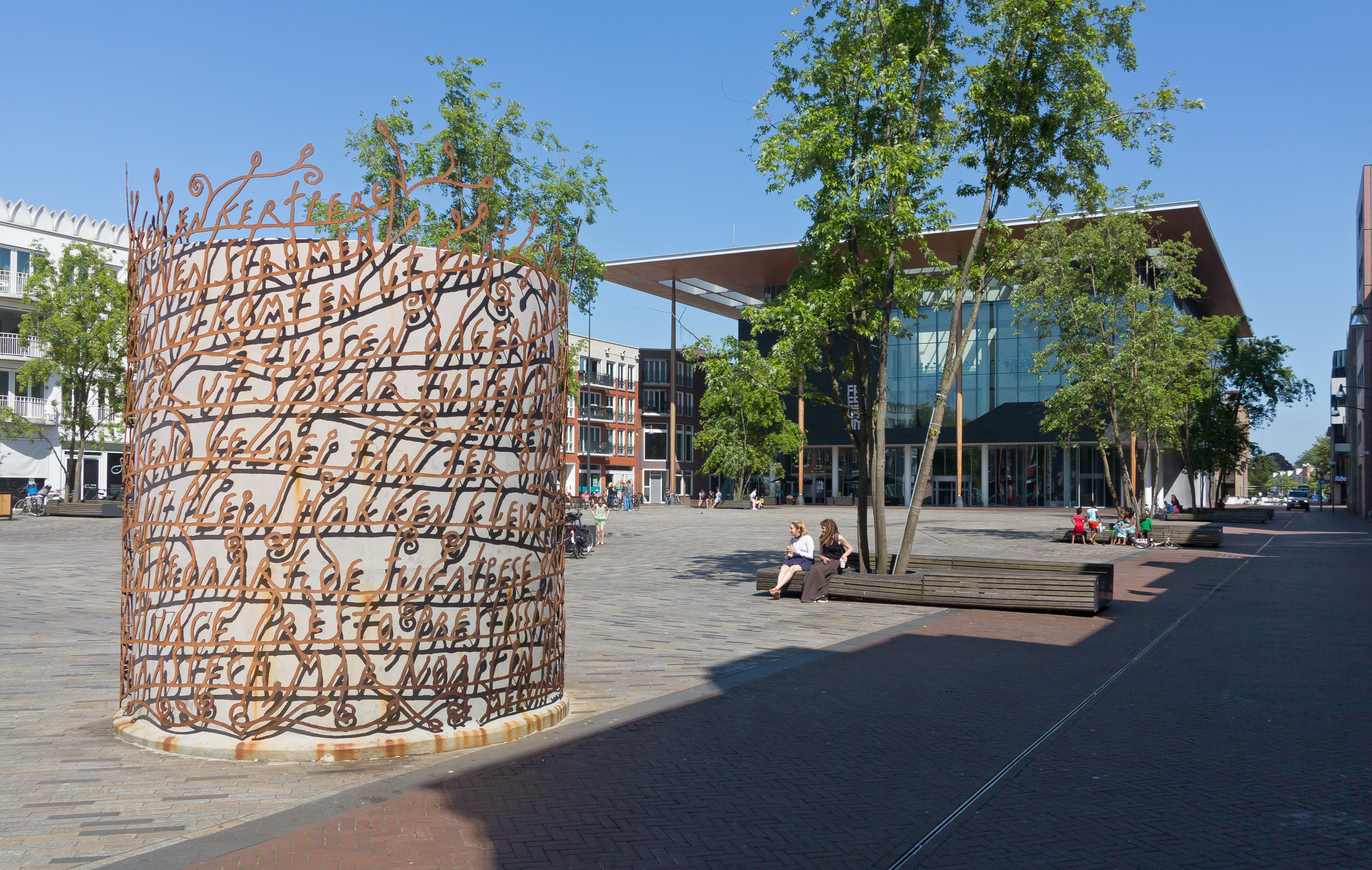
La escultura (De Onwemelber de René Knip) y el museo (het Fries Museum)

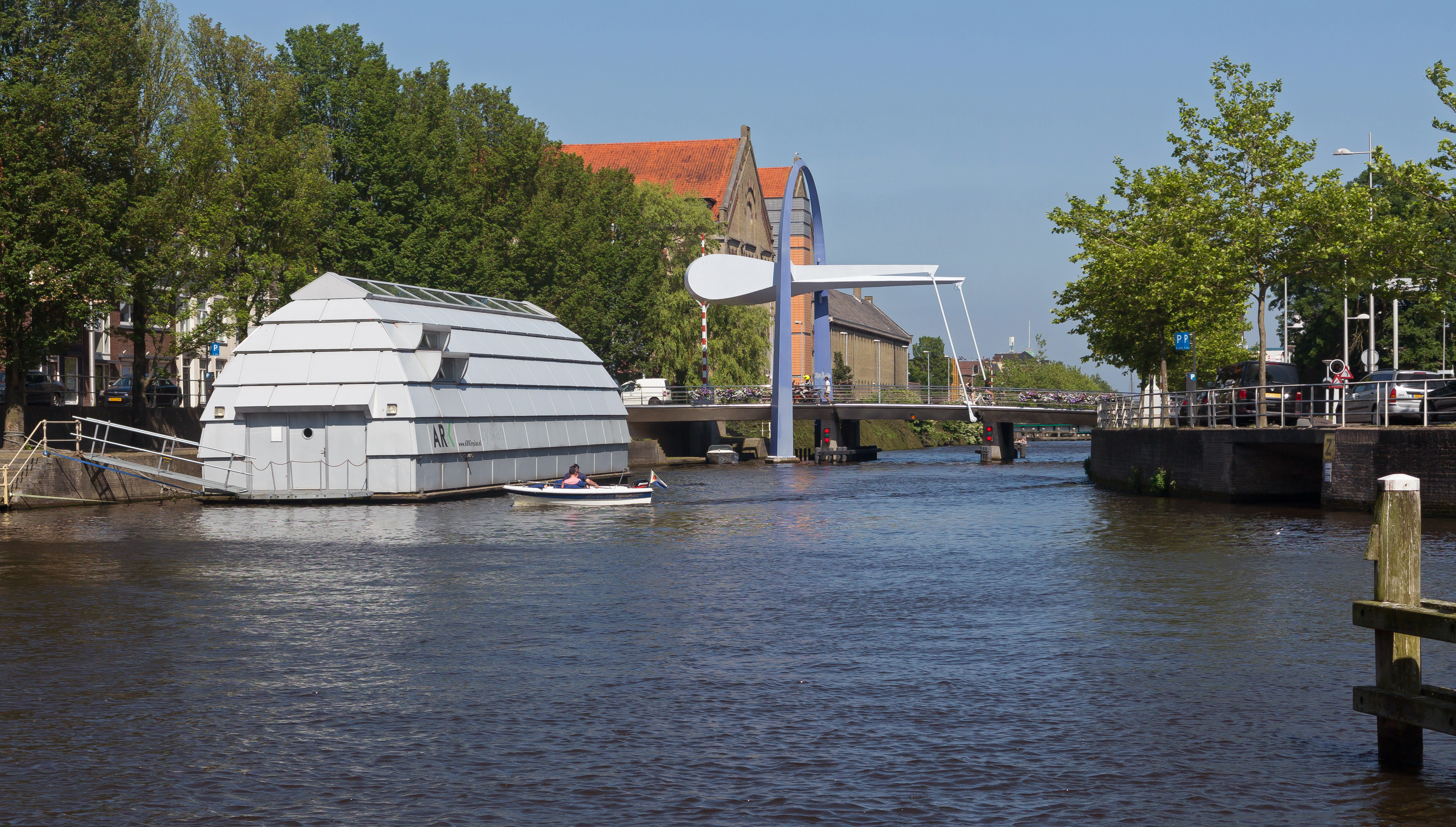
La casa flotante (Ark Fryslân) cerca de Nieuweweg

## Educación
Leeuwarden tiene un número de universidades respetable de la ciencia aplicada (HBO en neerlandés), como el Van Hall Instituut (ciencias agrícolas y de la vida), la Universidad Stenden (gestión hostelera, gestión económica y los medios de comunicación) y la Noordelijke Hogeschool Leeuwarden (económica, técnica y las artes).
Aunque la ciudad no tiene ninguna universidad científica, varias dependencias se encuentran aquí, incluyendo la Universidad de Wageningen, Universiteit Twente y el Rijksuniversiteit Groningen. Alrededor de 16.000 estudiantes, entre ellos un número creciente de estudiantes extranjeros, estudian en las escuelas técnicas. Además de la educación superior, la ciudad es también el hogar de tres escuelas regionales de formación profesional (MBO): el Friese Poort, Colegio Friesland y el Colegio Nordwin.

## Ciudades hermanadas
Oriol, Óblast de Oriol - Rusia
| Predecesor: Aarhus Pafos | Capital Europea de la Cultura (junto con La Valetta) 2018 | Sucesor: Matera Plovdiv |